# Serrat del Rector (Vilanova de Meià)
|  | Aquest article tracta sobre el Serrat del Rector de Vilanova de Meià. Vegeu-ne altres significats a «Serrat del Rector (Lladurs)». |

El Serrat del Rector és una serra situada al municipi de Vilanova de Meià (Noguera), amb una elevació màxima de 577 metres.